# Paolo Conti
Paolo Conti (Riccione, Provincia de Rímini, Italia, 1 de abril de 1950) es un exfutbolista italiano. Se desempeñaba en la posición de guardameta.

## Selección nacional
Fue internacional con la selección de fútbol de Italia en 7 ocasiones. Debutó el 21 de diciembre de 1977, en un encuentro ante la selección de Bélgica que finalizó con marcador de 1-0 a favor de los italianos.

### Participaciones en Copas del Mundo
| Mundial                        | Sede      | Resultado |
| ------------------------------ | --------- | --------- |
| Copa Mundial de Fútbol de 1978 | Argentina | Semifinal |

## Clubes
| Club                | País   | Año         |
| ------------------- | ------ | ----------- |
| Riccione F. C.      | Italia | 1968 - 1970 |
| Modena F. C.        | Italia | 1970 - 1972 |
| A. C. Arezzo        | Italia | 1972 - 1973 |
| A. S. Roma          | Italia | 1973 - 1980 |
| Hellas Verona       | Italia | 1980 - 1981 |
| U. C. Sampdoria     | Italia | 1981 - 1983 |
| A. S. Bari          | Italia | 1983 - 1984 |
| A. C. F. Fiorentina | Italia | 1984 - 1988 |

## Palmarés

### Campeonatos nacionales
| Título      | Club       | País   | Año     |
| ----------- | ---------- | ------ | ------- |
| Copa Italia | A. S. Roma | Italia | 1979-80 |
| Serie C1    | A. S. Bari | Italia | 1983-84 |